# Waitākere Reservoir
Das Waitākere Reservoir ist ein Stausee im Waitākere Ward des Auckland Council auf der Nordinsel von Neuseeland.

## Geographie
Das Waitākere Reservoir, das mit anderen Reservoirs in der Gegend der Trinkwasserversorgung von Auckland und seiner Region dient, befindet sich rund 8,4 km westlich von Henderson, einem früheren Stadtteil von Waitakere City und heute Teil vom Auckland Council. Auf der anderen Seite ist der See rund 6,5 km östlich von der Küste zur Tasmansee entfernt. Das 25,1 Hektar große Gewässer erstreckt sich über eine Länge von rund 1,8 km in Nordnordost-Südsüdwest-Richtung und misst an seiner breitesten Stelle rund 310 m in Westnordwest-Ostsüdost-Richtung. Mit seinen Verzweigungen kommt das bis zu 19,7 m tiefe Waitākere Reservoir auf eine Uferlinie von rund 6,5 km.
Gespeist wird der Stausee vom Waitākere Stream und verschiedenen anderen Streams beidseits des Sees und wird an seinem nördlichen Ende durch den Waitākere River entwässert.

## Geschichte
Bereits 1906 fing man an eine Bogenstaumauer zu errichten. 1910 konnten die Bauarbeiten abgeschlossen werden und der 25,3 m hohe aus Beton errichtete Damm war dafür ausgelegt, 1.761.000 m³ Wasser speichern zu können. 1926 fingen dann die Bauarbeiten für den Waitākere Saddle Dam an, der sich an der Westseite im nördlichen Teil des Stausees befindet. Der aus Beton, Steinen und Erde bestehende Damm wurde 1927 fertiggestellt.

## Absperrbauwerk
Das Absperrbauwerk wurde in den Jahren 1906 bis 1910 über eine Konstruktion aus Beton errichtet und war die erste Staumauer in der Region, die in Beton ausgeführt wurde. Das 25,3 m hohe Bauwerk besitzt eine Kronenlänge von rund 175 m bei einer Kronenbreite von rund 4 m. Der Radius der Bogenstaumauer beträgt 140 m. Der Waitākere Saddle Dam folgte 16 Jahre später und wurde als Staudamm ausgeführt.

## Trinkwasserversorgung
Die Stauseen Upper Huia Reservoir, Lower Huia Reservoir, Upper Nihotupu Reservoir, Lower Nihotupu Reservoir und das Waitākere Reservoir können zusammen bis zu 25 % des Trinkwasserbedarfs von Auckland decken, liefern aber nur durchschnittlich etwa 19 % des Bedarfs pro Jahr.